# Megan Taylor
Megan Devenish Taylor (Rochdale, Inglaterra, 25 de outubro de 1920 – Jamaica, 23 de julho de 1993) foi uma patinadora artística britânica. Ela disputou os Jogos Olímpicos de Inverno de 1932 em Lake Placid, onde terminou na sétima posição, e foi bicampeã mundial em 1938 e 1939.

## Principais resultados
| Resultados                                            | Resultados      | Resultados      | Resultados       | Resultados        | Resultados       | Resultados       | Resultados       | Resultados       | Resultados | Resultados | Resultados | Resultados | Resultados |
| Internacional                                         | Internacional   | Internacional   | Internacional    | Internacional     | Internacional    | Internacional    | Internacional    | Internacional    |            |            |            |            |            |
| Evento/Temporada                                      | 1931– 1932      | 1932– 1933      | 1933– 1934       |                   | 1935– 1936       | 1936– 1937       | 1937– 1938       | 1938– 1939       |            |            |            |            |            |
| ----------------------------------------------------- | --------------- | --------------- | ---------------- | ----------------- | ---------------- | ---------------- | ---------------- | ---------------- | ---------- | ---------- | ---------- | ---------- | ---------- |
| Jogos Olímpicos                                       | 7.ª             |                 |                  |                   |                  |                  |                  |                  |            |            |            |            |            |
| Campeonato Mundial                                    | 7.ª             | 4.ª             | Medalha de prata | Medalha de prata  | Medalha de prata | Medalha de ouro  | Medalha de ouro  |                  |            |            |            |            |            |
| Campeonato Europeu                                    |                 |                 | 4.ª              | Medalha de bronze | Medalha de prata | Medalha de prata | Medalha de prata |                  |            |            |            |            |            |
| Nacional                                              |                 |                 |                  |                   |                  |                  |                  |                  |            |            |            |            |            |
| Campeonato Britânico                                  | Medalha de ouro | Medalha de ouro | Medalha de ouro  |                   |                  | Medalha de prata | Medalha de prata | Medalha de prata |            |            |            |            |            |
|                                                       |                 |                 |                  |                   |                  |                  |                  |                  |            |            |            |            |            |
| Legenda: Competição não foi disputada nesta temporada |                 |                 |                  |                   |                  |                  |                  |                  |            |            |            |            |            |